# Niviventer fulvescens
Niviventer fulvescens  (Gray, 1847) è un roditore della famiglia dei Muridi diffuso nel subcontinente indiano, in Cina e nell'ecozona orientale.

## Descrizione

### Dimensioni
Roditore di medie dimensioni, con lunghezza della testa e del corpo tra 130 e 170 mm, la lunghezza della coda tra 155 e 220 mm, la lunghezza del piede tra 25 e 35 mm, la lunghezza delle orecchie tra 18 e 21 mm e un peso fino a 135 g.

### Aspetto
La pelliccia è generalmente soffice, talvolta cosparsa di lunghi peli spinosi. Il colore delle parti superiori varia dal bruno-giallastro chiaro al fulvo brillante, mentre le parti ventrali sono bianco-giallastre. La linea di demarcazione lungo i fianchi è netta. I piedi sono relativamente più lunghi e sottili rispetto agli altri membri del genere.  Il dorso delle zampe varia dal grigio-argentato al marrone chiaro. La coda è più lunga della testa e del corpo, marrone scuro sopra, biancastra sotto. Le femmine hanno un paio di mammelle pettorali, un paio post-ascellari e un paio inguinali. Il numero cromosomico è 2n=46 FN=60-64.

## Biologia

### Comportamento
È una specie terricola anche se non è raro trovarla sugli alberi.

### Alimentazione
Si nutre di semi, bacche, insetti e parti vegetali.

## Distribuzione e habitat
Questa specie è diffusa nel subcontinente indiano, in Cina e nell'ecozona orientale.
Vive in diversi tipi di foreste, dalle sempreverdi a foglia larga subtropicali alle foreste secondarie decidue fino a 2.200 metri di altitudine.

## Tassonomia
Sono state riconosciute 11 sottospecie:
- N.f.fulvescens: Nepal, probabilmente Pakistan settentrionale, Stati indiani dell'Arunachal Pradesh, Assam, Himachal Pradesh, Manipur, Meghalaya, Sikkim, Uttarakhand, West Bengal, Province cinesi dello Xizang meridionale, Yunnan, Guizhou, Hunan, Myanmar centrale settentrionale, probabilmente Bangladesh;
- N.f.baturus (Sody, 1932): Bali;
- N.f.bukit (Bonhote, 1903): Thailandia, Laos, Vietnam, Cambogia, Penisola malese;
- N.f.condorensis (Kloss, 1926): Côn Đảo;
- N.f.gracilis (Miller, 1913): Tenasserim settentrionale e centrale;
- N.f.huang (Bonhote, 1905): Province cinesi del Guangxi, Guangdong, Jiangxi, Fujian, Zhejiang, Anhui, Henan, Shaanxi, Gansu, Sichuan, Hong Kong, Macao, Isola di Hainan;
- N.f.jacobsoni (Bartels, 1937): Sumatra;
- N.f.lepidus (Miller, 1913): Tenasserim meridionale;
- N.f.marinus (Kloss, 1916) Ko Chang:
- N.f.pan (Robinson & Kloss, 1914): Ko Samui;
- N.f.treubii (Robinson & Kloss, 1919): Giava.

## Conservazione
La IUCN Red List, considerato il vasto areale, la presenza in diverse aree protette e la popolazione numerosa, classifica M.fulvescens come specie a rischio minimo (Least Concern).